# Huragan Ismael
Huragan Ismael − huragan, który w połowie września 1995 roku nawiedził Meksyk, zabijając, pomimo swej stosunkowo niewielkiej siły (maksymalna prędkość wiatru wyniosła 130 km/h) ponad 116 osób.

## Historia huraganu
Ismael utworzył się nad Oceanem Spokojnym, 12 września 1995 roku. Status huraganu otrzymał dwa dni później, gdy znajdował się 340 kilometrów od wybrzeży Meksyku. Wówczas odnotowano największą prędkość jego wiatru - 130 km/h. W ciągu kilku następnych godzin, Ismael uderzył w zachodnie wybrzeże Meksyku, wywołując 9 metrowe fale. Wysokie fale i porywisty wiatr spowodowały zatonięcie 52 statków oraz śmierć 57 marynarzy. Huragan zniszczył na lądzie kilka tysięcy domów oraz spowodował śmierć 59 osób. 16 września, Ismael połączył się z niżem atmosferycznym znajdującym się na obszarze północnego Meksyku.

## Bilans ofiar i strat
Huragan Ismael spowodował śmierć 116 osób oraz pozbawił dachu nad głową około 30 tysięcy osób. Łączne straty oszacowano na 26 milionów dolarów. Jak wykazało późniejsze śledztwo, śmierć tak wielu marynarzy spowodowana był zlekceważeniem ostrzeżeń przed huraganem przez kapitanów zatopionych jednostek.